# Vera Songwe
Vera Songwe (Nairobi, 1968) é uma economista e dirigente de instituições financeiras multilaterais camaronesa, nascida do Quênia.
Bacharel em Economia e Ciência Política  pela Universidade de Michigan, Songwe é Mestre em Direito e Economia e tem um Diplôme d’études approfondies (DEA)  em Economia e Política, pela Université Catholique de Louvain, na Bélgica. Obteve também o título de PhD em Economia matemática, do Centro de Pesquisa Operacional e Econometria da mesma universidade. Suas principais áreas de interesse são: política fiscal, mecanismos de financiamento inovadores para o desenvolvimento, agricultura, energia e governança econômica.
Trabalhou no Banco Mundial desde 1998 e, em 2015, tornou-se diretora regional da Corporação Financeira Internacional para África Ocidental e Central.  Em 2013, foi incluída, pela revista Forbes, entre as  20 jovens mulheres mais poderosas da África 
Em 2017 tornou-se a primeira mulher a chefiar a Secretaria Executiva da Comissão Econômica das Nações Unidas para a África (CEA).

## Biografia
Nascida em Nairobi, Quênia, filha de um médico, Vera Songwe cresceu em Bamenda, no noroeste de Camarões, onde frequentou o Our Ladies of Lourdes  College, estabelecimento de ensino privado, católico,  voltado à elite local de fala inglesa. Depois do bacharelado em Economia e Ciência Política na Universidade de Michigan, obteve o doutorado em Economia Matemática na Universidade Católica de Louvain (UCLouvain), na Bélgica. Mais tarde emigrou para os Estados Unidos, onde trabalhou por três anos na Universidade de Míchigan.
Trabalhou também para a Reserva Federal de Minneapolis, ao mesmo tempo em que atuava como professora visitante da Universidade do Sul da Califórnia. Em 1998 ingessou no Banco Mundial, onde desenvolveu sua carreira ao lado de sua mentora, a economista nigeriana Ngozi Okonjo-Iweala. No Banco Mundial, atuou na unidade de Gestão Econômica para a Redução da Pobreza (PREM), cobrindo Marrocos e Tunísia. Nos anos seguintes, ainda na  PREM, assumiu funções para as regiões da Ásia Oriental e região do Pacífico.
Em 2010, Songwe fez parte da equipe do Grupo Banco Mundial que arrecadou 49,3 bilhões de dólares em financiamento  para os países de baixa renda do mundo, como parte da 16ª reposição da Associação Internacional de Desenvolvimento (AID). É bolsista da Brookings Institution, na Africa Growth Initiative.
De 2011 a 2015 foi diretora de operações do Banco Mundial em Cabo Verde, Gâmbia, Guiné-Bissau e Mauritânia.  Em julho de 2015, foi nomeada diretora regional da Corporação Financeira Internacional para a África Ocidental e Central.
En 2011, Songwe atuou na iniciativa África 2.0, visando envolver os jovens africanos na busca do desenvolvimento do continente.
Em 2013, a revista Forbes a incluiu  em sua lista das 20 jovens mulheres mais poderosas da África. No ano seguinte, o Institut Choiseul, um think tankinternacional  baseado em Paris, escolheu-a como uma das "dirigentes africanas do amanhã".
En 2014, a African Business Review apontou-a como uma das 10 mulheres empresárias líderes da África.
Em 3 de agosto de 2017, Songwe assumiu as funções de Secretária Executiva da Comissão Económica para África (CEA), por nomeação do Secretário-geral da ONU, António Guterres, tornando-se a primera mulher a assumir esse cargo.
Em junho de 2020, Songwe e outros - incluindo ganhadores do Prêmio Nobel de Economia, arquitetos, chefs e líderes de organizações internacionais - assinaram o apelo a favor da economia púrpura (“Por um renascimento cultural da economia”, publicado no Corriere della Sera , El País  e Le Monde).
Em agosto de 2021, fontes anônimas disseram à mídia que Songwe anunciou a sua saída, e iria para uma nova organização em prol dos interesses africanos.

## Outras atividades
Songwe atua como Senior Fellow não residente na Iniciativa de Crescimento da África do Brookings Institution . Ela também é membro da equipe de reforma institucional da União Africana sob a direção do Presidente de Ruanda, Paul Kagame, e membro do conselho da Rede de Liderança Africana, da Fundação Mo Ibrahim  e da ID4Africa.
No início de 2021, Songwe foi nomeada pelo G20 para o Painel Independente de Alto Nível (HLIP) sobre o financiamento dos recursos globais para a preparação e resposta à pandemia, co-presidido por Ngozi Okonjo-Iweala, Tharman Shanmugaratnam e Lawrence Summers .

## Discursos
1. Declaração da Secretaria Executiva na Quarta Conferência de Ministros Responsáveis pelo Registo Civil - Lusaka, Zâmbia, 07 de dezembro de 2017 [23]
2. Declaração da Secretaria Executiva na abertura da Conferência Econômica Africana, Adis Abeba, Etiópia, 4 de dezembro de 2017
3. Declaração da Secretaria Executiva na abertura da Conferência sobre Política Agrária em África (CLPA-2017) Adis Abeba, Etiópia, 14 de novembro de 2017
4. Declaração da Dra. Vera Songwe, Subsecretária-Geral das Nações Unidas e Secretária Executiva da UNECA na Sessão de Abertura da 18ª Reunião do Conselho Executivo da Cimeira Extraordinária sobre a Área de Comércio Livre Continental Africano [24]
5. Fechando a lacuna de gênero na tecnologia [5]

## Publicações
1. “Vencendo a luta contra a corrupção: um caminho sustentável para a transformação da África” [25]

## Artigos em destaque
1. Conferência dos Ministros das Finanças da África discute a importância da economia digital para o continente
2. La mauvaise gouvernance tue les jeunes Africains selon la Fondation Mo Ibrahim
3. Reforçar as contas nacionais, os ODS e o emprego no centro da reunião bilateral CEA-Egito
4. Mo Ibrahim: As migrações africanas são uma oportunidade, não uma crise
5. Surgiram preocupações à medida que as nações africanas se moviam para ratificar o maior acordo de livre comércio, o Acordo de Livre Comércio Continental Africano em maio de 2019.
6. A falta de receita interna prejudica as economias africanas
7. Metade da juventude mundial será africana
8. África pede para acelerar a digitalização
9. Conferência discute investimentos na economia digital
10. A má governança está matando os jovens da África - Fundação Mo Ibrahim
11. Associação Africa Fintech lançada em Marrocos
12. Économie et dévelopement
13. A área de livre comércio da África entra em vigor com a ratificação da Gâmbia
14. Gâmbia ratifica AfCFTA, colocando-o em movimento
15. Les gouvernements africains priés d'adopter la transformação numérique